# Минда, Марек
Марек Станислав Минда пол. Marek Stanisław Minda; 14 февраля 1950 года, Стараховице — 13 августа 2021 года, Ломжа) — польский врач, хирург, сенатор III каденции.

## Биография
Выпускник Медицинской академии в Белостоке (1978). Специализировался в области хирургии и травматологии. После окончания университета работал врачом в воеводской комплексной больнице в Ломже. Во второй половине 1980-х был директором этого учреждения. В 1990 году стал совладельцем компании «Богмарк», занимающейся производством медицинского оборудования. Был членом, среди прочего, Польского медицинского общества и Польского общества ортопедии и травматологии. Активно занимался благотворительностью, регулярно оказывая бесплатную медицинскую помощь жителям коммун, расположенных недалеко от Ломжи. От местных жителей получил прозвище «доктор Юдим» (с намёком на его национальное происхождение).
Во времена Польской Народной Республики был активистом Социалистического союза польских студентов и Польской объединенной рабочей партии. С 1993 по 1997 год был сенатором III каденции от Унии труда от Ломжинского воеводства. На выборах в местные органы власти 2010 года был кандидатом от списка Союза демократических левых сил в Сеймик Подляского воеводства, получил мандат 10 января 2011 года вместо Мечислава Чернявского (избранного президентом Ломжи), но мандат был прекращен решением административного суда в связи с нарушениями избирательного права. В 2014 году неудачно баллотировался по списку «СДЛС Левые вместе» в городской совет Ломжи, а в 2018 году по списку Гражданской коалиции в Сеймик.
Похоронен на муниципальном кладбище в Скаржиско-Каменне.